# Budgie (musiker)
Budgie, artistnamn för Peter Edward Clarke, född 21 augusti 1957 i St Helens, Merseyside, är en brittisk trummis. Han blev känd som trummis i den inflytelserika rockgruppen Siouxsie and the Banshees 1979–1996 samt i dess sidoprojekt The Creatures 1981–2004.